# Турция търси талант
„Турция търси талант“ (на турски: Yetenek Sizsiniz Türkiye) е турската версия на британската риалити поредица „Got Talent“, създадена от продуцента Саймън Кауъл.
Започва да се излъчва на 10 септември 2009 първо по канала Show TV. През 2012 година започва да се излъчва по Star Tv до 2014, когато Аджун Ълъджалъ купува канала „tv8“.

## Сезон 1

### Финалисти
- Билял и Уур – победител(и)
- Илкер Атак
- Karizma Show
- Хакан Акдоган
- Билял Гореген
- Kiss of Steps
- Емре Бюйуктунч
- Kaya Adamlar
- Kаан Байба
- Рамазан Байкал Орал
- Мехмет Йенигюн – Корай Полат
- Йунус Емре Челик
- Serkan Beatbox

## Сезон 2

### Финалисти
- Сефа Доанай – победител
- Aреф Гафори – втори
- Oуз Енгин
- Kаан Гюлсой
- Tюркан Кюршад
- Фатих Jackson
- Джунейт Аджар
- Джем Арман
- Kum Sanatı
- Tokio Tekkan
- Şavkar Jimnastik
- The MP5's
- Kuzeyin Uşakları
- Серджан Йенидже и Паскал

## Сезон 3

### Финалисти
- Aли Йешилърмак и Mакс (куче) – победител(и)
- Kafkas Kartalları
- Сердар Боатекин и Lunatics
- Халит Инджедайъ
- Гюней Джино
- Tуберк и Алара
- Илкер и Седа
- Aбдулах Талайхан
- Her Kafadan Bir Ses
- Pembe Panter
- Aйхан ve Aнъл
- Кутай Йозкан ve Тарчин (куче)

## Сезон 4

### Финалисти
- Аталай Демирджи – (Stand up) – победител
- Баха Байърлъ – (оркестра) – втори
- Абидин Йурдакул
- Aли Алкан Чомлек
- Murtaza Miragazade
- Fire Storm
- Ирем Окйай и Кеш (куче)
- Grup Kaşıks
- Нахит Йълмаз
- Hадживат и Kарагьоз
- Family Group
- Хакан Чанкайа
- Game of Gölge
- Текин Доган
- Сертач Йай
- Kъванч и Бурак
- Kемал Зейдан

## Сезон 5

### Финалисти
- Къванч и Бурак – (Илюзия/Магия) – победител(и)
- Емре Ердин – (кубчето на Рубик) – втори
- Гюрсел – Художник
- Фатих Jackson – Танц
- Sagett – Скеч
- Ирем и Кеш (куче)
- Moonstar – Танц
- Street Kings – Фристайл
- Workout Turkey – Танц
- Grup BSG – Скеч
- Зюлфикар ve Хюсеин (Kamiller) – Смешен танц
- Aйхан Озтюрк – Rap
- Седат Чалъмли – Художник
- Finitolar Grubu – Скеч
- Мухамед и Берна – Танц
- Cambaz Mithat Show
- Samsun Extreme
- İzmir Flashmob – Танц
- Kuzeyin Uşakları – Танц
- Mехмет, Mухамед ve Семих
- Сафа, Eрхан, Фейаз – Скеч
- Sessiz Dans – Танц
- İskenderun Mikado Dans – Танц
- Game Of Gölge